# Terry Hibbitt
Terence Arthur Hibbitt (Bradford, 1947. december 1. – Newcastle upon Tyne, 1994. augusztus 5.) angol labdarúgó, középpályás, edző.

## Pályafutása

### Klubcsapatokban
Terry Hibbitt labdarúgó-pályafutását a Leeds United csapatában kezdte. A klubbal 1969-ben angol bajnok, valamint 1968-ban Vásárvárosok kupája győztes lett; a Ferencváros ellen a Népstadionban rendezett döntő visszavágóján lépett pályára. A Leeds színeiben 1963 és 1971 között hatvanhárom bajnoki mérkőzésen lépett pályára, amelyeken tizenegy gólt szerzett. 1971 és 1975 között a szintén angol élvonalbeli Newcastle United játékosa volt (százharmincnyolc bajnoki mérkőzésen hét gól), 1974-ben FA-kupa döntőt játszott a csapattal a Liverpool ellen. 1975 és 1978 között a Birmingham City csapatában futballozott (száztíz bajnoki mérkőzésen tizenegy gól). 1978-ban visszatért az angol másodosztályba kiesett Newcastle United csapatához, ahol további három éven keresztül futballozott. 1981 és 1986 között az amatőr Gateshead csapatában futballozott, valamint egy rövid ideig a csapat edzője is volt.

## Sikerei, díjai
Leeds United
- Angol bajnok (1): 1968–69
- VVK-győztes (1): 1967–68